# Macrochenus semijunctus
Macrochenus semijunctus är en skalbaggsart som beskrevs av Maurice Pic 1944. Macrochenus semijunctus ingår i släktet Macrochenus och familjen långhorningar. Inga underarter finns listade i Catalogue of Life.